# 조선민주주의인민공화국의 대학
조선민주주의인민공화국의 대학은 온 사회의 인텔리화의 정책 하에 설립된 조선민주주의인민공화국 최고위 고등교육기관이다. 교육기간은 3~7년이다. 「혁명발전의 요구에 맞게 대학교육을 강화할 데 대하여」라는 김정일의 교시와 1999년 제정된 「조선민주주의인민공화국 교육법」에 설립근거를 갖는다.

## 개요
조선민주주의인민공화국의 고등교육기관은 대학과 군사대학, 고등전문학교로 이루어져있다. 대학은 270여개교가, 고등전문학교는 600여개교가 있다.
조선민주주의인민공화국에서의 대학은 순수학문 기관이 아니라, 조선로동당 중심의 소위 사회주의 혁명을 완수하기 위한 조력기관으로, 사회 대중 분야의 간부를 양성하는 것을 목적으로 두고 있는 기능적 기관이다. 따라서 조선민주주의인민공화국의 대학에서는 순수한 학문추구보다는 사회에 기여하는 실용추구가 이루어지고 있으며, 목적 지향의 연구보다는 수단 지향의 연구가 주로 행해지고 있다.
이렇게 대학의 본래 목적이 사회 유지의 수단으로 변질되자, 교육내용과 방식도 일반적인 대학의 형태와 다르게 나타나고 있다. 전공분야의 과목보다 김일성ㆍ김정일ㆍ김정숙을 우상화하는 과목의 비중이 더 크게 나타나며, 학생들의 실력을 평가하는 부분에서도 3김을 우상화하는 과목의 비중이 전공분야보다 오히려 크게 설정되기도 한다.
이렇게 대학의 기능적 측면이 강조되는 경향은 인문사회계와 이학공학계의 비중에서도 명백히 드러난다. 전체에서 인문사회계가 차지하는 비중은 10% 미만이며, 이학공학계(의약학계 포함)가 70%가 넘는 비중을 차지하고 있다. 이러한 이공계편중 현상은 조선민주주의인민공화국 사회 전반에 인문학적 소양 인재 부족, 기능적 사회풍조 등을 광범위하게 확산시키고 있다.
대학의 기능적 측면의 절대화로 인해 대학의 형태 또한 다르게 나타나고 있다. 절대 다수의 대학이 단과 대학의 형태를 갖고 있으며, 일반계 종합대학은 4개만 존재한다. 그 중에서 인문사회계와 이학공학계(의약학계 포함)를 함께 갖추고 있는 대학은 김일성종합대학이 유일하다. 절대 다수의 대학이 단과 대학의 형태를 지니면서 대학에서의 수업은 실용기술 중심으로 이루어질 수밖에 없게 되었으며, 학문적 목표를 지향하는 교육은 거의 이루어지지 않게 되었다. 참고로, 대한민국에서의 단과대학을 조선민주주의인민공화국에서는 부속대학이라고 칭한다.
대학을 졸업하게 되면, 법제상으로는 각 기관이나 사회협동단체, 기업소의 간부로 채용되게 되어 있으나, 현실적으로는 말단 직원으로 입직(入職)하는 것으로 보이며, 최근에 들어서는 대학졸업생도 일반적인 경우에는 입직 자체가 어려운 것으로 알려져 있다. 북한에서 대학을 졸업하면 증명서를 수여하는데, 인문사회과학 및 예술분야의 졸업생에게는‘전문가’, 자연과학 및 기술 분야의 졸업생에게는 ‘기사’ 증명서, 사범대학 및 교원대학의 졸업생에게는 ‘교사’ 자격증이 수여된다.
고등전문학교는 대한민국의 전문대학에 해당하는 학교급으로, 1955년 처음으로 생겨나기 시작했다. 고등전문학교는 기술교육기관으로서, 학술기관이 아니다. 고등전문학교를 졸업하면 준기사 증명서가 수여되며, 각 기관이나 기업소의 기술감독으로 채용되게 되어있다.

## 교육 기간
조선민주주의인민공화국의 대학교의 교육기간은 아래와 같다.
| - 종합대학 : 4~6년 - 단과대학, 사범대학 : 4~6년 - 교원대학 : 3년 | - 통신대학 : 4~6년 - 야간학부 : 4~6년 - 공장대학, 농장대학, 어장대학(사회대학) : 3~6년 |

## 다양한 대학교
- 아래 표와 내용은 군사대학은 제외한 것이다.

| 조선민주주의인민공화국의 유형별ㆍ계열별 대학 현황 | 조선민주주의인민공화국의 유형별ㆍ계열별 대학 현황 | 조선민주주의인민공화국의 유형별ㆍ계열별 대학 현황 | 조선민주주의인민공화국의 유형별ㆍ계열별 대학 현황 | 조선민주주의인민공화국의 유형별ㆍ계열별 대학 현황 | 조선민주주의인민공화국의 유형별ㆍ계열별 대학 현황 |
| 구분                                              | 인문사회계                                        | 자연계                                            | 의학계                                            | 예체능계                                          | 사범계                                            |
| ------------------------------------------------- | ------------------------------------------------- | ------------------------------------------------- | ------------------------------------------------- | ------------------------------------------------- | ------------------------------------------------- |
| 종합대학                                          | 종합대학 1                                        | 종합대학 2                                        |                                                   |                                                   |                                                   |
| 단과대학                                          | 인문대학 12                                       | 이공대학 60 농림수산대 26                         | 의학대학 15                                       | 체능대학 5                                        | 사범대학 22 교원대학 16                           |
| 성인교육기관                                      | 공산대학 12 방송대학 1                            | 공장대학 96 농장대학 5 어장대학 1                 |                                                   |                                                   |                                                   |
| 학교 수                                           | 26                                                | 190                                               | 15                                                | 5                                                 | 38                                                |
| 비율                                              | 9.4%                                              | 67.9%                                             | 5.3%                                              | 1.8%                                              | 13.6%                                             |

| - 중앙대학 : 내각 교육성이 직할하는 대학이다. 중앙대학은 평양 이외에도 지방의 중심도시에 지역의 특성을 고려하여 설립되어 있다. 설립 주체는 내각 교육성이다. - 지방대학 : 지역 인민위원회에서 관리하는 대학이다. 모두 단과대학이다. 설립 주체는 내각 교육성이다. | - 종합대학 : 종합대학은 단과대학에 비해 훨씬 많은 수의 학과와 단과대학을 갖고 있으며, 조선에서 학문의 중심을 이루고 있다. 종합대학에는 김일성종합대학, 김책공업종합대학, 고려성균관, 평양건축종합대학, 평양철도종합대학, 한덕수평양경공업종합대학, 장철구평양상업종합대학, 평양기계종합대학으로 8개가 있다. - 단과대학 : 다수를 차지하는 단과대학은 각 지방의 인력수급을 위해 전국의 도와 직할시에 골고루 배치되어 있다. 단과대학은 지역적인 특성과 요구에 따라 특성화된 대학으로 설치되었으므로, 전공이 세분되어 있고 대학의 규모가 대부분 작다. - 특수대학 : 당 간부나, 내각 관료를 재교육하기 위한 특수대학이다. 여기에는 인민경제대학, 국제관계대학, 금성정치대학 등이 있다. |

## 대학교의 조직과 운영
북한은 고등교육기관에 대한 행정지도 계통이 다원화되어 있다. 교육부문 최고행정기관은 내각에 설치된 교육성이며 이 산하에 고등교육부와 보통교육부가 있다. 김일성종합대학을 비롯한 중앙대학은 내각 직속으로 직접관리를 받는다. 평양을 중심으로 한 중앙대학인 김책공업종합대학이나 평양건설건재대학 등은 중앙에서 배치하는 전국적 인재의 양성을 목표로 하므로 내각 교육성 고등교육부에 소속되어 행정지도를 받는다. 한편 지방 인재의 양성을 목표로 하는 지방 단과대학 및 교원대학, 사범대학은 도 인민위원회 소속 교육위원회(교육국)의 지도를 받는다.
그러나 교육성이 중앙 교육행정기구이지만 조선노동당과의 관계에 의해 그 권한과 기능이 제한되고 있다. 북한 헌법에 의하면 “조선민주주의 인민공화국은 조선로동당의 령도 밑에 모든 활동을 진행한다(제1장 11조)고 규정되어 있듯이, 당 정책이 다른 모든 정책의 지침이 된다. 노동당의 최고 지도기관인 당중앙위원회에서 당이 나아갈 노선과 중요 정책을 토의하고 결정한다. 교육의 주요 당면정책은 당중앙위원회 전원회의에서 토의ㆍ결정된다면, 실질적인 교육정책은 중앙당 과학교육부에서 결정된다. 과학교육부는 당중앙위원회 비서국 산하 22개부 중 하나로서, 교육 정책을 입안하고 교육과 관련된 실질적인 권력을 행사하고 있다. 중앙당 과학교육부가 고등교육 정책의 세부 집행계획의 지침을 작성해서 교육성 및 지방 교육행정기구에 시달하고 그 집행을 지도 감독하는 역할을 맡고 있다.
북한의 대학 교원조직은 총(학)장, 대학당위원회, 학부장, 강좌장, 일반교원 및 연구원으로 구성되어 있다. 이러한 교원조직은 위계가 분명한 명령계통을 형성하고 있으며 교원조직을 통하여 대학의 운영뿐만 아니라 학사운영에 관한 전반적인 내용을 철저하게 통제, 검열하고 있다. 모든 대학교원들은 강의내용을 계획하고 진행하는 모든 과정에서 상급자의 심의와 검열을 거치도록 되어 있어 개별 교원은 자신의 강좌에 대하여 교육강령을 작성하고 그에 따라 과정안과 교수요강을 작성하여 강좌장의 승인을 받아야 한다. 그리고 강좌장은 자신의 심의, 검열한 강좌에 대하여 책임을 지고 상급자인 학부장에게 정기적으로 보고해야 한다. 이 과정은 교무부학장을 통하여 최종적으로 학장으로 이어진다. 강의안이 다 짜여지면 수업과정에서 허가 받은대로 강의해야 하며 강좌장은 강의안대로 이루어졌는지 확인한다. 이 과정에서 문제가 발생하면 강의를 맡은 교원은 대학평의회에서 집단토론을 거쳐 경고처분을 받거나 교원의 수업 수준 향상을 위한 재교육을 받아야 한다.

## 같이 보기
- 조선민주주의인민공화국의 대학 목록